# 2024 em Portugal
Lista dos principais acontecimentos no ano 2024 em Portugal.

## Incumbentes
- Presidente da República: Marcelo Rebelo de Sousa
- Primeiro-Ministro: António Costa (XXIII Governo Constitucional) até 2 de abril; Luís Montenegro (XXIV Governo Constitucional) a partir de 2 de abril
- Presidente da Assembleia da República: Augusto Santos Silva (XV Legislatura) até 26 de março; José Pedro Aguiar-Branco (XVI Legislatura) a partir de 27 de março
  - Presidente do Governo Regional dos Açores: José Manuel Bolieiro (XIII e XIV Governos Regionais)
  - Presidente do Governo Regional da Madeira: Miguel Albuquerque (XIV e XV Governos Regionais)

## Eventos

### Janeiro
- 1 — Como parte da reforma do Serviço Nacional de Saúde, entra em vigor o alargamento a todo o território nacional do modelo organizativo em Unidades Locais de Saúde (ULS, que agregam os centros hospitalares, os hospitais e os agrupamentos de centros de saúde de cada área geográfica), com a criação de 31 novas unidades que se juntam às 8 já existentes; entra também em vigor a generalização das Unidades de Saúde Familiar modelo B (USF-B) e o regime de dedicação plena dos médicos do SNS.[1]
- 5–7 — Tem lugar o 24.º Congresso Nacional do Partido Socialista, momento de reorganização interna do partido após a eleição de Pedro Nuno Santos como Secretário-Geral no mês anterior.[2]
- 15 — Dissolução da Assembleia da República e fim da XV Legislatura.[3]
- 24 — No âmbito de três processos judiciais relativos a supostos crimes económico-financeiros, são conduzidas buscas judiciárias na Madeira; no âmbito desses processos, o Ministério Público constitui arguido o Presidente do Governo Regional, Miguel Albuquerque, e são detidos o Presidente da Câmara Municipal do Funchal, Pedro Calado, e dois empresários, Avelino Farinha do Grupo AFA e Custódio Correia do Grupo Socicorreia.[4][5]
- 26 — O Presidente do Governo Regional da Madeira, Miguel Albuquerque, anuncia a sua intenção de resignar ao cargo, após ter garantido nos dois dias anteriores que não se demitiria. O anúncio vem na sequência de, na véspera, o PAN ter anunciado suspender o acordo de incidência parlamentar que mantinha com PSD caso não fosse indigitado um novo líder para o executivo regional.[6]

### Fevereiro
- 3 — Tem lugar no Largo de Camões, em Lisboa, uma manifestação "Contra a Islamização da Europa", organizada por um grupo neonazi e liderada por Mário Machado; simultaneamente, no Largo do Intendente, juntaram-se vários movimentos contra a xenofobia para um "arraial multicultural" em oposição à manifestação de extrema-direita.[7]
- 4 — Eleições legislativas regionais nos Açores. Vitória da coligação PSD/CDS-PP/PPM por maioria simples, com 42% dos votos; foi a primeira vez em 30 anos que os social-democratas conseguiram derrotar o Partido Socialista nas eleições regionais açorianas.[8]

### Março
- 10 — Eleições legislativas. Vitória tangencial da Aliança Democrática, com 28,8% dos votos e apenas mais dois deputados do que o Partido Socialista. Em terceiro lugar fica o Chega, que, com 50 deputados, quadruplica o seu número de mandatos.[9]
- 19 — Herman José recebe, no dia do seu 70.º aniversário, a Medalha de Mérito Cultural, pelos seus 50 anos de carreira, em cerimónia presidida pelo Primeiro-Ministro cessante, António Costa.[10]
- 21 — Pouco depois da meia-noite, depois de apurada a totalidade dos votos dos círculos da emigração nas eleições legislativas, e tendo já ouvido os partidos nos termos constitucionais, o Presidente da República, Marcelo Rebelo de Sousa, indigita Luís Montenegro como Primeiro-Ministro, tomando posse depois de conhecida a orgânica e composição do XXIV Governo Constitucional.[11]
- 26 — Tem início a XVI Legislatura, com a sua primeira reunião plenária. A eleição do Presidente da Assembleia da República, dada como quase certa para José Pedro Aguiar-Branco, acaba por surpreendentemente não se concretizar à primeira votação devido ao recuo dado por André Ventura, Presidente do Chega, como resposta à negação por parte da Aliança Democrática de um entendimento com o partido. O impasse, inédito, fez os trabalhos estender-se até ao dia seguinte, quando apenas à quarta votação Aguiar-Branco é eleito Presidente, após acordo com o Partido Socialista, que indicaria o nome de Francisco Assis para ocupar a segunda metade do mandato de Aguiar-Branco, em prática semelhante à do Parlamento Europeu.[12]

### Abril
- 2 — Tomada de posse de Luís Montenegro como Primeiro-Ministro, e dos membros do XXIV Governo Constitucional.
- 25 — Comemorações do cinquentenário da Revolução dos Cravos. As comemorações oficiais tiveram início com uma cerimónia militar na Praça do Comércio, seguidas da habitual sessão solene evocativa na Assembleia da República. De tarde, em Lisboa, centenas de milhar descem a Avenida da Liberdade, juntando-se ao desfile de organizações sindicais, movimentos cívicos, e partidos políticos. No Centro Cultural de Belém, uma sessão comemorativa conta com a presença do Presidente da República, Marcelo Rebelo de Sousa, e dos chefes de Estado dos PALOP.[13]
- 27 — André Villas-Boas vence as eleições para a presidência do Futebol Clube do Porto, derrotando o histórico incumbente Jorge Nuno Pinto da Costa, presidente há 42 anos, nas eleições com a maior afluência de sempre na história do clube.[14]

### Maio
- 14 — O Governo aprova a Evolução do Sistema Aeroportuário de Lisboa, anunciando com carácter definitivo a decisão sobre o novo aeroporto de Lisboa, no Campo de Tiro de Alcochete — cujo nome, Aeroporto Luís de Camões, é pela primeira vez revelado — e que se encontrava por definir há mais de 50 anos; é também anunciada a Terceira Travessia do Tejo, ponte rodoferroviária entre Chelas e o Barreiro, e o reforço das Ligações Ferroviárias de Alta Velocidade Porto-Lisboa e Lisboa-Madrid.[15]
- 18 — Primeira exibição ao público do quadro Descida da Cruz de Domingos Sequeira, no Mosteiro de Leça do Balio, após a sua aquisição recente pela Fundação Livraria Lello, antes de rumar para o Museu Nacional Soares dos Reis, onde ficará em depósito.[16]
- 18 — Um superbólido meteórico atravessou o céu noturno sobre a Península Ibérica, ultrapassando a luminosidade da lua e enchendo a noite com um clarão azul que durou vários segundos; iniciou a sua fase luminosa a cerca de 100 quilómetros acima de Cáceres e continuou a sua trajetória até cerca de 45 quilómetros a noroeste da cidade do Porto, tendo desaparecido na região de Castro Daire.[17]
- 26 — Eleições legislativas regionais na Madeira. Vitória do PSD, falhando por cinco deputados a maioria absoluta, o pior resultado de sempre do partido na região autónoma.[18]
- 28 — O Presidente da Ucrânia, Volodymyr Zelensky, faz uma visita de trabalho de seis horas a Portugal para assinar um acordo bilateral de segurança, no contexto da invasão da Ucrânia pela Rússia, e a participação portuguesa na cimeira de paz a ser organizada na Suíça em junho.[19]

### Junho
- 7 — A Ministra da Saúde, Ana Paula Martins, sofre um acidente rodoviário quando regressava a Lisboa de uma cerimónia de assinatura de contratos relativos à construção e requalificação de centros de saúde em Coimbra; deu entrada no serviço de urgência do Hospital de São Francisco Xavier, de onde teve alta no dia seguinte, após observação por traumatismos menores.[20]
- 17 — É constituído, na ULS São José, em Lisboa, o primeiro Centro de Responsabilidade Integrado (CRI) de Urgência do país, com uma equipa multiprofissional exclusivamente dedicada ao serviço de urgência.[21]
- 9 — Eleições parlamentares europeias. O PS ganhou por um ponto percentual, elegendo oito deputados ao Parlamento Europeu, mais um do que a AD.[22]
- 27 — O ex-Primeiro-Ministro português António Costa é eleito para um mandato de dois anos e meio como Presidente do Conselho Europeu pelos chefes de Estado e de Governo da União Europeia; após a tomada de posse, agendada para dezembro, será o primeiro português e o primeiro socialista a assumir o cargo.[23]

### Julho
- 1 — No primeiro passo do plano de centralização da ação do Governo da República, iniciado pelo Executivo anterior, seis ministérios (Coesão Territorial, Presidência, Infraestruturas e Habitação, Economia, Agricultura, Juventude e Modernização) e duas secretarias de Estado mudam de instalações, sendo transferidos para o edifício da Caixa Geral de Depósitos, em Lisboa, o recém-batizado Campus XXI.[24]

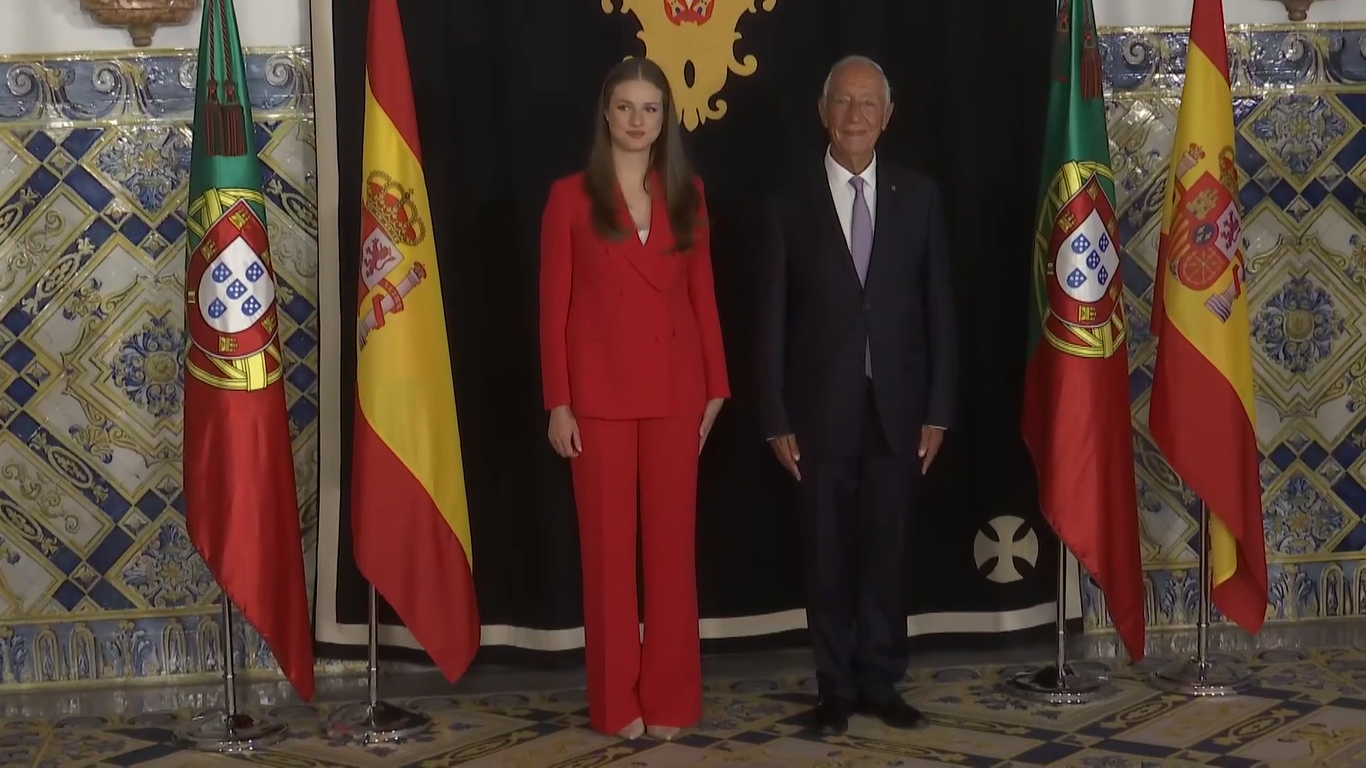
A Princesa das Astúrias é recebida no Palácio de Belém, em julho de 2024

- 12 — Na sua primeira visita oficial enquanto herdeira da coroa espanhola, D. Leonor, Princesa das Astúrias visita Lisboa; é recebida pelo Presidente da República Marcelo Rebelo de Sousa, no Palácio de Belém e é condecorada com a Grã-Cruz da Ordem Militar de Cristo; visita ainda o Oceanário de Lisboa, destacando a importância da proteção do ambiente e a conservação dos oceanos.[25]
- 19 — Inauguração do Museu Aristides de Sousa Mendes, na Casa do Passal, em Cabanas de Viriato, Carregal do Sal, no dia do 139.º aniversário do nascimento do diplomata. A inauguração é presidida pelo Presidente da República Marcelo Rebelo de Sousa, na presença de centenas de convidados de todo o mundo, onde se incluem descendentes do diplomata e dos refugiados salvos por ele durante a Segunda Guerra Mundial.[26]
- 25 — Reabertura do Museu do Design e da Moda, em Lisboa, que esteve encerrado para obras de requalificação integral durante oito anos, desde 2016, depois de adiamentos sucessivos.[27]

### Agosto
- 1 — Inauguração do primeiro Centro de Atendimento Clínico (CAC) do país, no Centro de Saúde de Sete Rios, funcionando como estrutura intermédia de apoio ao serviço de urgência geral do Hospital de Santa Maria, que recebe doentes não-urgentes triados naquele hospital ou encaminhados via SNS 24.[28]
- 14 — Um incêndio florestal deflagra na Ilha da Madeira, nas serras do município da Ribeira Brava, propagando-se progressivamente aos concelhos de Câmara de Lobos, Ponta do Sol e Santana; o combate às chamas foi dificultado pelo vento e pelas temperaturas elevadas, e apenas foi declarado extinto 13 dias depois, a 26 de agosto. A área total ardida atingiu os 5100 hectares, não havendo registo de feridos ou de destruição de casas ou infraestruturas públicas essenciais.[29]
- 26 — Às 5h11 da madrugada, regista-se um sismo de magnitude 5.3 na escala de Richter, de epicentro a 58 quilómetros a oeste de Sines; não causou danos pessoais ou materiais, tendo sido sentido com maior intensidade na região de Setúbal e Lisboa, amontoando-se os relatos de pessoas que acordaram com o abanão.[30][31]

### Setembro
- 7 — Cinco reclusos, quatro dos quais com medidas especiais de segurança, fogem do Estabelecimento Prisional de Vale de Judeus, em Alcoentre, Lisboa, com auxílio do exterior, através do lançamento de uma escada que permitiu aos reclusos escalar o muro. A fuga foi facilitada por uma série de falhas graves no sistema de segurança: o sistema de sensores de movimento e alarmes estavam inativos há anos, a rede da cadeia não estava electrificada porque levava a falhas de luz na prisão, as torres de vigia foram demolidas em 2018, e o sistema de videovigilância apesar de funcionar não vigiava efetivamente porque consistia em 200 câmaras a ser monitorizadas apenas por apenas um funcionário, ao longo de dez horas.[32][33]
- 12 — Após um longo processo de remodelação do edifício e da introdução de novas peças na exposição, o Museu de Lisboa reabre na sua totalidade com a re-inauguração do primeiro piso da exposição permanente.[34]
- 20 — Reabertura do Centro de Arte Moderna da Fundação Calouste Gulbenkian, encerrado desde 2020 para obras de remodelação e ampliação conduzidas pelo arquiteto japonês Kengo Kuma e pelo paisagista libanês Vladimir Djurovic.[35]

### Outubro
- 2 — Um triplo homicídio, a tiro, por motivo fútil, põe em choque o Bairro do Vale, na freguesia da Penha de França, em Lisboa, tendo vitimado um barbeiro e um casal seu amigo, um taxista e a sua mulher grávida.[36]
- 5 — Reabertura do Teatro Variedades, no Parque Mayer, quase três décadas depois de fechar, após extensas obras de reabilitação.[37]
- 6 — Fábio Loureiro ("Fábio Cigano"), um dos cinco reclusos que fugiram da prisão de Vale de Judeus no mês anterior, é capturado em Tânger, Marrocos.[38]

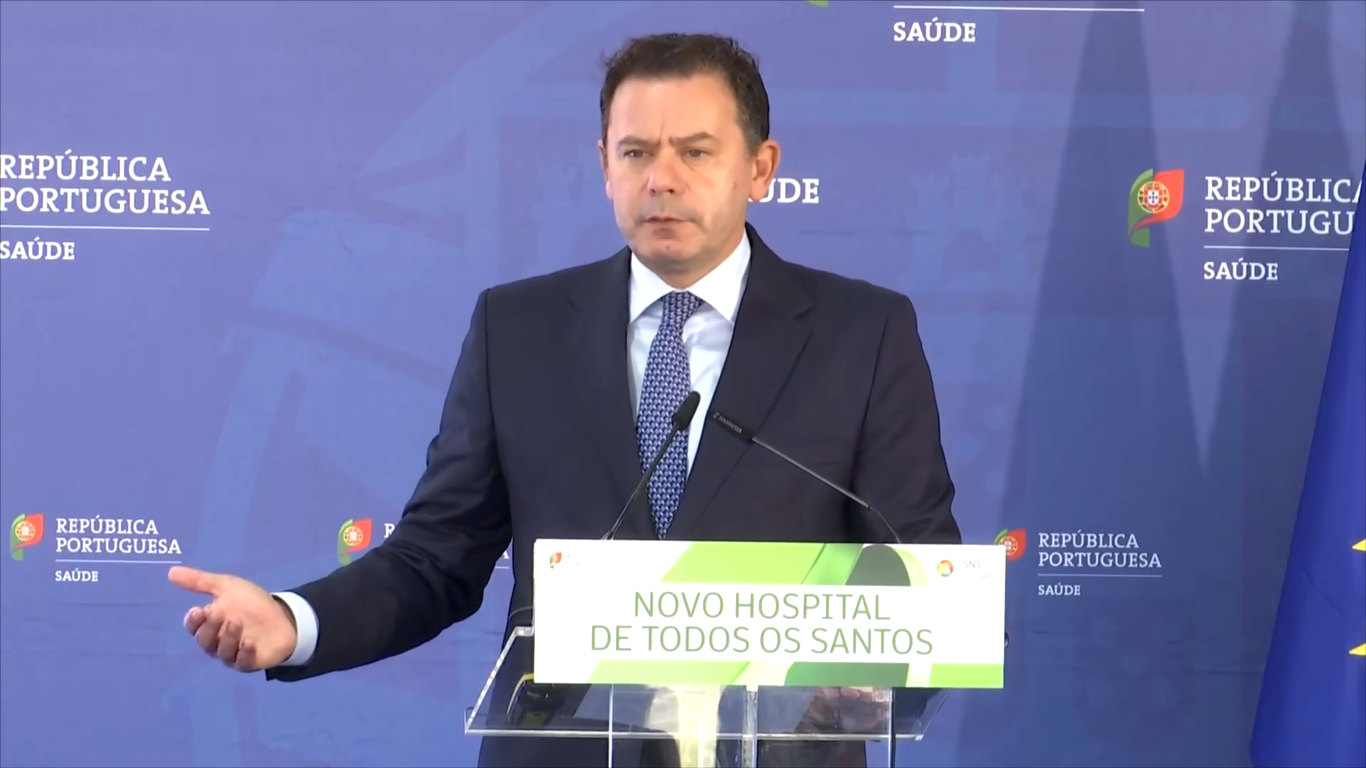
Luís Montenegro discursa no lançamento da obra do Novo Hospital de Todos-os-Santos, em outubro de 2024

- 7 — Tem lugar a cerimónia de lançamento da obra do Novo Hospital de Todos-os-Santos, na freguesia de Marvila, em Lisboa, marcando o início oficial da construção que terá a duração prevista de três anos.[39]

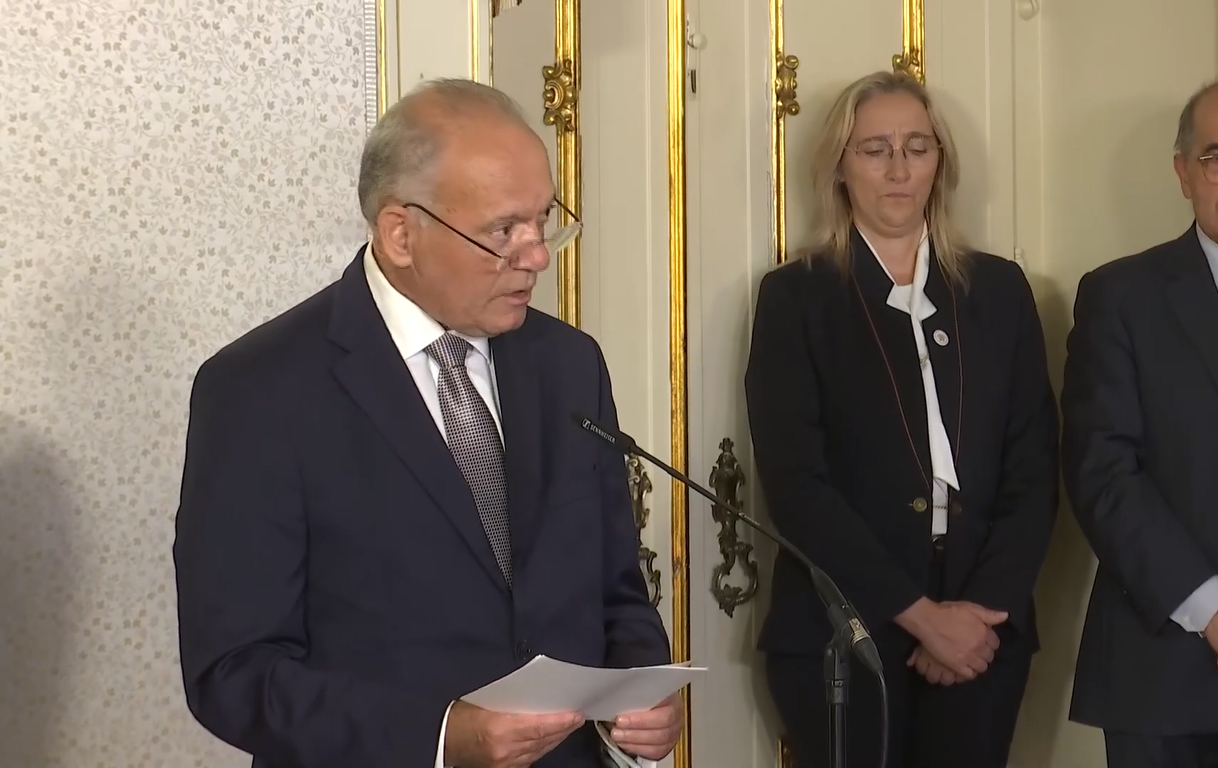
Amadeu Guerra discursa durante a sua tomada de posse como Procurador-Geral da República, em outubro de 2024

- 12 — Amadeu Guerra toma posse como Procurador-Geral da República, sucedendo a Lucília Gago à frente do Ministério Público. Na mesma cerimónia, no Palácio de Belém, o Presidente da República dá posse a Filipa Urbano Calvão como Presidente do Tribunal de Contas, sucedendo a José Fernandes Farinha Tavares.[40]
- 15 — Uma década após o colapso do banco, tem início o julgamento do caso BES, o maior processo judicial económico português, com prejuízos estimados de cerca de 12 mil milhões de euros, reunindo 18 arguidos no Campus de Justiça. O banqueiro Ricardo Salgado, o arguido mais mediático e sobre o qual recaem à data 62 crimes, e a quem foi entretanto diagnosticada doença de Alzheimer, aparece visivelmente debilitado, dá a morada errada, erra no nome da mãe e não sabe dizer a própria data de nascimento; acaba por ser dispensado de comparecer a todas as audiências.[41][42]
- 21 — No decurso de uma perseguição policial no bairro da Cova da Moura na Amadora, morte do cidadão cabo-verdiano Odair Moniz, alvejado por um agente da Polícia de Segurança Pública; seguem-se tumultos nos dias seguintes.

### Novembro
- 22 — O segundo dos cinco reclusos que haviam fugido da prisão de Vale de Judeus em setembro, Fernando Ribeiro Ferreira, é capturado numa casa em Castanheira de Chã, no concelho de Montalegre, Trás-os-Montes.[43]
- 25 — Assinala-se, pela primeira vez, uma sessão solene evocativa da crise de 25 de Novembro de 1975 na Assembleia da República, num formato muito semelhante ao da cerimónia comemorativa do 25 de Abril; a sessão é marcada por controvérsia, divisões e protestos no plenário, e por ausências políticas e de militares de Abril.[44]

### Dezembro
- 1 — No primeiro dia do seu mandato como Presidente do Conselho Europeu, António Costa, faz uma visita oficial a Kiev para garantir o apoio europeu à Ucrânia face à invasão russa; a deslocação acontece após dias de intensos ataques russos contra infraestruturas energéticas críticas da Ucrânia.[45]
- 10 — Rui Gouveia, até então membro do clero da Diocese de Setúbal, é nomeado Bispo Auxiliar de Lisboa, substituindo D. Joaquim Augusto da Silva Mendes, que apresentou a renúncia ao lugar por ter atingido o limite de idade.[46]
- 17 — Queda do XIV Governo Regional da Madeira, liderado por Miguel Albuquerque, na sequência da votação favorável de uma moção de censura apresentada pelo Chega (e com os votos a favor de toda a oposição) na Assembleia Legislativa da Madeira; a moção justificou-se pelos processos judiciais que colocaram sob suspeição o presidente do executivo e quatro secretários regionais, que foram constituídos arguidos em casos distintos. É a primeira vez que um executivo regional cai com base neste tipo de iniciativa.[47]
- 19 — Operação da PSP no Martim Moniz; um forte dispositivo policial cercou a Rua do Benformoso e revistou dezenas de pessoas, que ficaram entre uma a duas horas viradas para a parede. A rusga é criticada por associações de imigrantes, grupos antirracismo e várias forças políticas, que acusam a polícia de estar ao serviço de propaganda do Governo contra cidadãos estrangeiros irregulares.[48]
- 20 — José Miguel Barata Pereira, Reitor do Seminário dos Olivais, é nomeado Bispo da Guarda, substituindo D. Manuel da Rocha Felício que apresentou a renúncia ao lugar de titular da diocese.[49]
- 27 — Jorge Nobre de Sousa toma posse como novo Chefe do Estado-Maior da Armada, sucedendo a Henrique Gouveia e Melo, que passa a situação de reserva; na mesma data, Gouveia e Melo é condecorado com a Grã-Cruz da Ordem Militar de Cristo.[50]
- 27 — Uma troca de tiros no centro comercial Palácio do Gelo em Viseu provoca um morto e dois feridos graves.[51]

## Mortes

### Janeiro

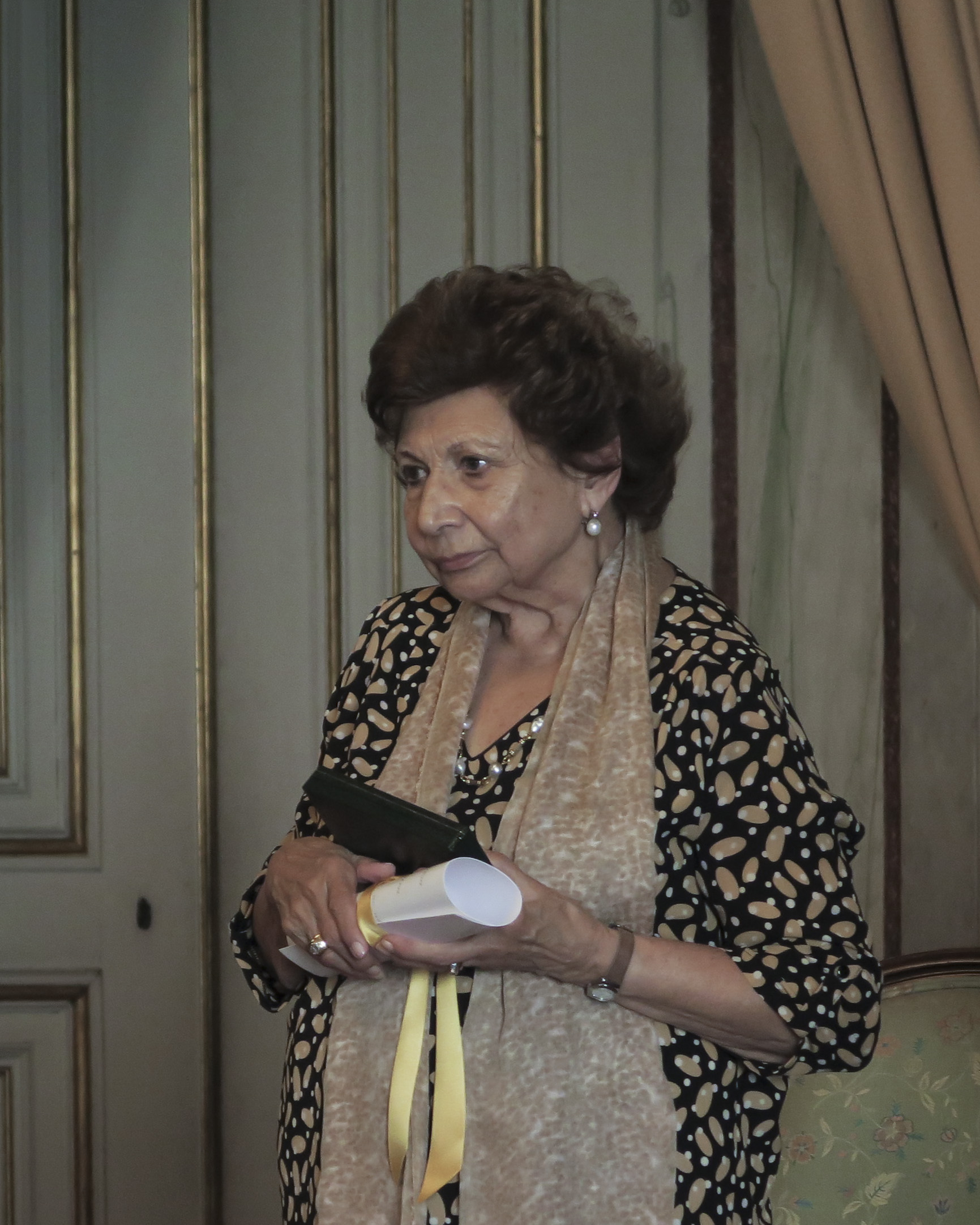
Maria da Graça Carmona e Costa

- 2 — Alberto Festa, futebolista (n. 1939)[52]
- 4 — Ana Afonso, modelo e atriz (n. 1976)[53]
- 4 — Antonino Solmer, ator e diretor teatral (n. 1950)[54]
- 8 — Arnaldo Trindade, editor e produtor musical (n. 1934)[55]
- 22 — Maria da Graça Carmona e Costa, galerista e mecenas (n. 1932)[56]
- 24 — Neuza Teixeira, atriz (n. 1979)[57]

### Fevereiro

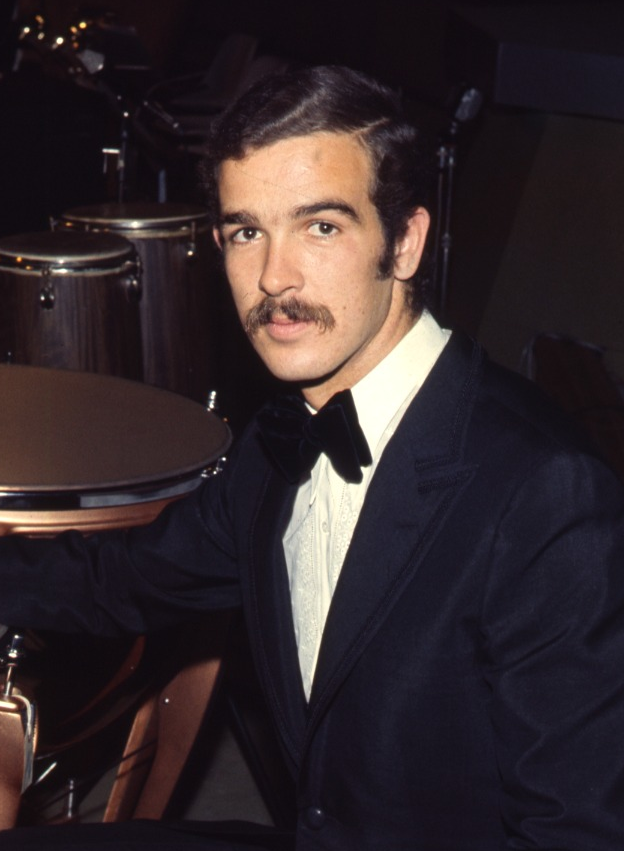
Hugo Maia de Loureiro

- 4 — Rui Patrício, político, último Ministro dos Negócios Estrangeiros do Estado Novo (n. 1932)[58]
- 8 — André Jordan, empresário do turismo (n. 1933)[59]
- 8 — João Oliveira Pinto, futebolista (n. 1971)[60]
- 15 — José Pinto, ator (n. 1929)[61]
- 18 — Armando Guedes da Costa, jurista e produtor de cinema (n. 1939)[62]
- 22 — Artur Jorge, futebolista e treinador (n. 1946)[63]
- 22 — Hugo Maia de Loureiro, cantor (n. 1944)[64]
- 23 — Rui Rodrigues, futebolista e treinador (n. 1943)[65]

### Março

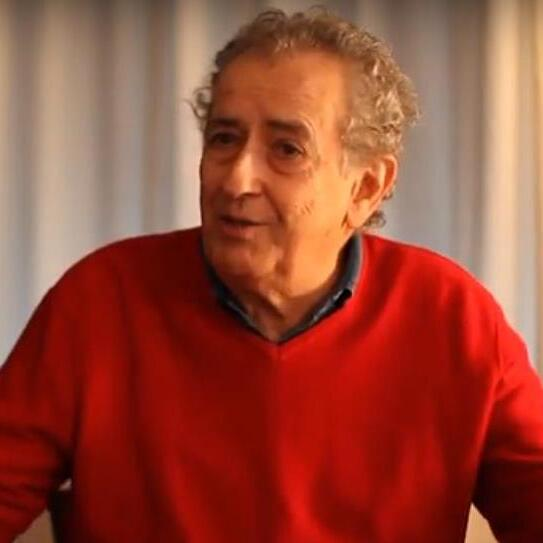
António-Pedro Vasconcelos

- 1 — Fernando Correia, jornalista e dirigente do Partido Comunista Português (n. 1942)[66]
- 3 — Alexandre Baptista, futebolista (n. 1941)[67]
- 5 — António-Pedro Vasconcelos, cineasta (n. 1939)[68]
- 7 — Minervino Pietra, futebolista (n. 1954)[69]
- 8 — Estrela Novais, atriz (n. 1953)[70]
- 11 — Miguel Gullander, escritor e professor (n. 1975)[71]
- 12 — José Rueff Tavares, médico geneticista (n. 1954)[72]
- 17 — Nuno Júdice, poeta e ensaísta (n. 1949)[73]
- 18 — Joaquim Santos, tetracampeão nacional de ralis (n. 1952)[74]
- 20 — António Pacheco, futebolista (n. 1966)[75]
- 21 — António Évora, ator (n. 1941)[76]
- 21 — Gina Santos, atriz (n. 1927)[77]

### Abril
- 3 — António Marques Miguel, arquiteto (n. 1941)[78]
- 9 — Eugénio Lisboa, ensaísta e crítico literário (n. 1930)[79]
- 11 — António Amorim, geneticista (n. 1952)[80]
- 20 — Ricardo Peres, ator, membro de Commedia à la Carte (n. 1975)[81]
- 21 — Pedro Cruz, jornalista[82]
- 29 — Sérgio Ribeiro, político, eurodeputado (n. 1935)[83]

### Maio
- 10 — Fernando Emílio, jornalista desportivo (n. 1946)[84]
- 16 — Casimiro de Brito, poeta e ensaísta (n. 1938)[85]
- 24 — Paulo Lourenço, diplomata (n. 1972)[86]
- 29 — Santana Castilho, pedagogo e político (n. 1944)[87]

### Junho
- 15 — Maria Quintans, poetisa e dramaturga (n. 1955)[88]
- 23 — Tomás Oliveira Dias, político (n. 1933)[89]
- 25 — José Miguel Ramos de Almeida, médico pediatra (n. 1930)[90]
- 27 — Manuel Fernandes, futebolista (n. 1951)[91]
- 27 — Maria José Nápoles, esgrimista (n. 1936)[92]
- 30 — Manuel Cargaleiro, pintor e ceramista (n. 1927)[93]

### Julho

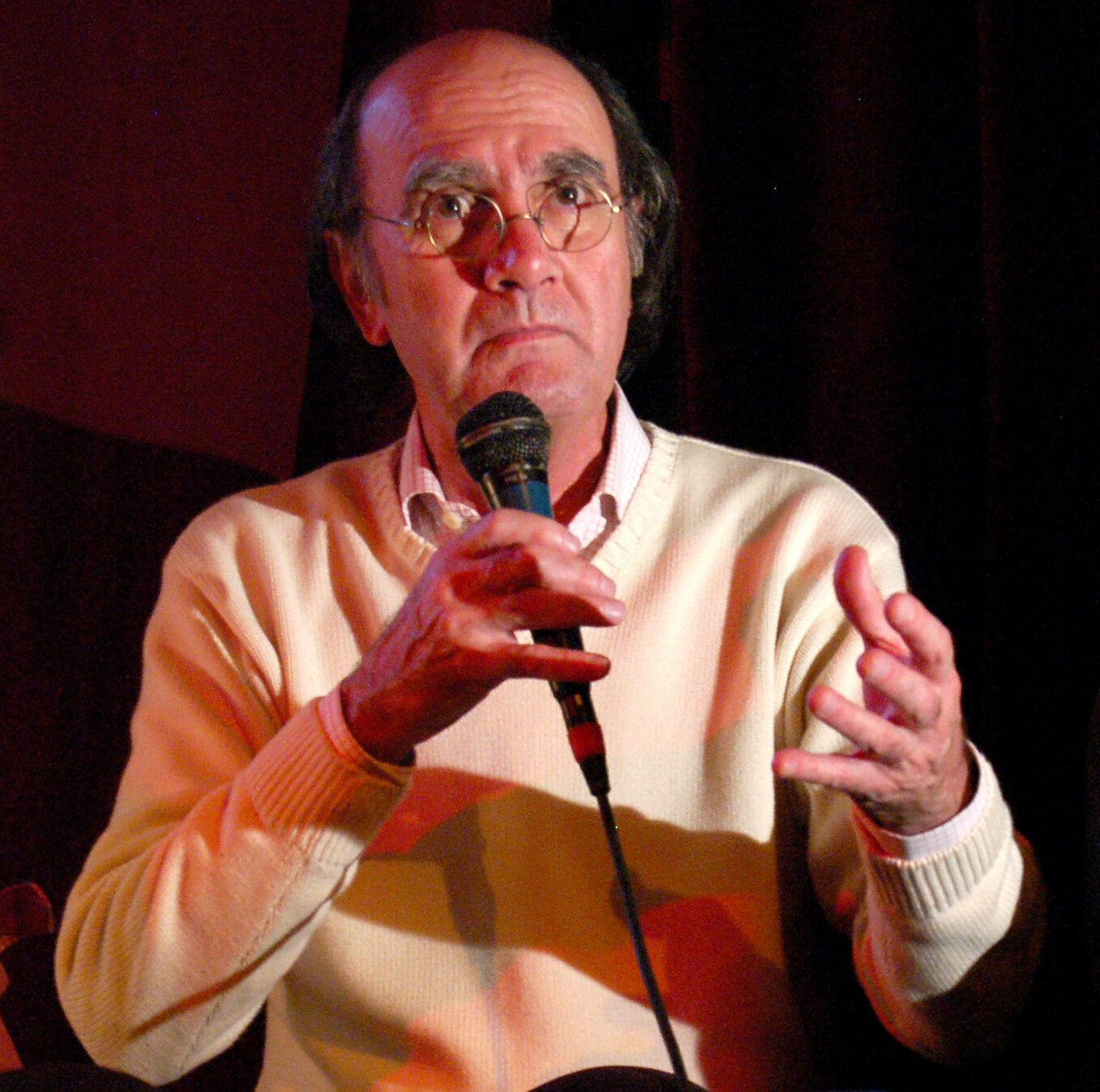
Fausto Bordalo Dias

- 1 — Fausto Bordalo Dias, compositor e cantor (n. 1948)[94]
- 9 — Joana Marques Vidal, magistrada, ex-Procuradora-Geral da República (n. 1955)[95]
- 27 — Mísia, cantora (n. 1955)[96]
- 28 — Joana de Barros Baptista, professora e ativista dos dos direitos da mulher (n. 1935)[97]

### Agosto
- 4 — João Paulo Guerra, jornalista e radialista (n. 1942)[98]
- 4 — Henrique Botelho, médico (n. 1956)[99]
- 11 — José Manuel Constantino, presidente do Comité Olímpico de Portugal desde 2013 (n. 1950)[100]
- 16 — Álvaro Monjardino, advogado e político açoriano (n. 1930)[101]
- 17 — Ana Faria, cantora infanto-juvenil (n. 1949)[102]
- 28 — Renato Moura, político açoriano (n. 1949)[103]
- 29 — Adolfo Calisto, futebolista (n. 1944)[104]

### Setembro
- 4 — Fernando José Rodrigues, escritor e ator (n. 1956)[105]
- 5 — Augusto M. Seabra, crítico cultural (n. 1955)[106]
- 9 — Graça Lobo, atriz e escritora (n. 1939)[107]
- 27 — João Diogo Nunes Barata, diplomata (n. 1941)[108]

### Outubro
- 16 — António Sena, artista plástico (n. 1941)[109]
- 24 — Marco Paulo, cantor (n. 1945)[110]

### Novembro

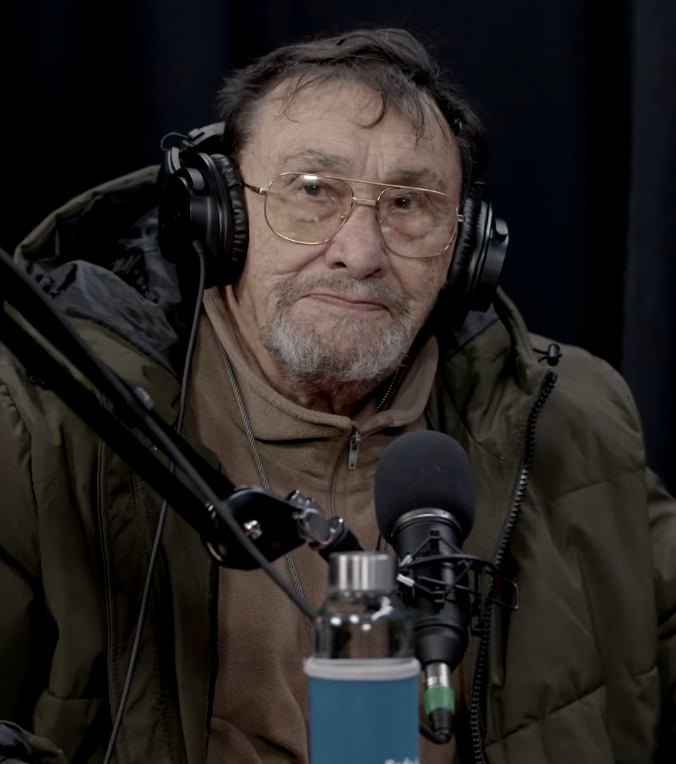
Camilo Mortágua

- 1 — Camilo Mortágua, resistente antifascista (n. 1934)[111]
- 8 — Fernando Fragata, cineasta (n. 1965)[112]
- 9 — Luís Augusto Sequeira, militar que fez parte do Movimento das Forças Armadas (n. 1947)[113]
- 15 — Celeste Caeiro, a mulher que distribuiu cravos aos militares na Revolução de 25 de Abril de 1974 (n. 1933)[114]
- 15 — Pedro Guerra, comentador desportivo e comunicador (n. 1966)[115]
- 18 — Paulo Alexandre, cantor (n. 1931)[116]
- 23 — José Barahona, realizador, técnico de som, argumentista e produtor (n. 1969)[117]
- 25 — Joaquim Chaves, analista clínico (n. 1929)[118]

### Dezembro
- 15 — António Pedro Vicente, historiador e colecionador (n. 1938)[119]
- 18 — Carlos de Almada Contreiras, oficial da Marinha que participou no 25 de Abril de 1974 e na redacção do Programa do Movimento das Forças Armadas (n. 1941)[120]
- 21 — Pedro Sobral, editor, presidente da Associação Portuguesa de Editores e Livreiros (n. 1973)[121]
- 22 — Agostinho Jardim Gonçalves, sacerdote católico, dinamizador de movimentos operários (n. 1932)[122]
- 26 — Esmeralda Amoedo, fadista (n. 1936)[123]
- 30 — Adília Lopes, poetisa (n. 1960)[124]